# Нижнє (селище)
Нижнє (у минулому — Сьома Рота) — селище в Україні, у Гірській міській громаді Сіверськодонецького району Луганської області. Внаслідок повномасштабного вторгнення Росії в Україну, тимчасово контролюється так званою ЛНР.

## Географія
Географічні координати: 48°46' пн. ш. 38°37' сх. д. Часовий пояс — UTC+2. Загальна площа селища — 9,71 км².
Селище розташоване на правому березі річки Сіверський Донець, за 25 км від Сіверськодонецька. Через Нижнє протікає невеличка річка Нижня Біленька, права притока Сіверського Дінця . Поблизу с. Світличного, яке вже увійшло до складу Нижнього до війни була розташована паромна переправа, зараз там Понтонний міст. Найближча залізнична станція — Шипилове.

## Історія
У XVIII столітті на місці теперішнього поселення в урочищі Нижнє на Дінці існував зимівник Кальміуської паланки Війська Запорозького Низового[джерело?].
1756 року на місці козацького зимівника виникла сьома рота Шевичева гусарського полку . Територія заселялася сербськими і хорватськими офіцерами, селянами з Правобережної України.
Впродовж 1776 - 1783 рр. селище (на той час  — слобода Нижня Бахмутського повіту Азовської губернії)  — центр (штаб-квартира) Волоського гусарського полку (за даними «Описания городов и уездов Азовской губернии» 1779 р.).
Під час Другої світової війни участь у бойових діях брали 972 місцевих жителя, з них 513 загинуло, 575 осіб нагороджені орденами і медалями.
7 жовтня 2014 року селище було виключено зі складу Первомайської міськради і приєднано до Попаснянського району, а згодом до Сєвєродонецького району[джерело?] Луганської області.
6 листопада 2014 року, у період війни на сході України, внаслідок відбиття атаки збройних формувань ЛНР на понтонній переправі поблизу селища старший солдат 80-ї бригади збройних сил України Назар Крохмаль загинув, ще двоє бійців отримали поранення.

## Населення

Дитячий табір в селищі. На світлині діти українці, волзькі татари і росіяни. 1940 р.

### Мова
Розподіл населення за рідною мовою за даними перепису 2001 року:
| Мова            | Кількість | Відсоток |
| --------------- | --------- | -------- |
| українська      | 2363      | 75.86%   |
| російська       | 744       | 23.88%   |
| білоруська      | 3         | 0.10%    |
| вірменська      | 1         | 0.03%    |
| румунська       | 1         | 0.03%    |
| болгарська      | 1         | 0.03%    |
| інші/не вказали | 2         | 0.07%    |
| Усього          | 3115      | 100%     |

За даними перепису 2001 року населення селища становило 3115 осіб, з них 75,86% зазначили рідною українську мову, 23,88% — російську, а 0,26% — іншу.

## Соціальна сфера
Функціонують обласний психоневрологічний інтернат, ЗОШ I–III ступенів № 36, навчально-виховний комплекс, ясла-садок «Червона шапочка», два клуби, два відділення поштового зв'язку, дві аптеки, медичний пункт, пункт ветеринарної медицини, перукарня, бюро ритуальних послуг і приватні магазини.

## Пам'ятки
У селищі встановлені: пам'ятник радянським воїнам, які загинули під час Другої світової війни, а також бюст Герою Радянського Союзу Івану Чорноп'ятку.

## Релігія
У селі існував Свято-Петро-Павлівський храм, який було закрито у 1923 р., відновлено у 1942 р., зруйновано у 1961 р., зараз на його місці будується новий храм УПЦ. 

## Джерела

Світлини
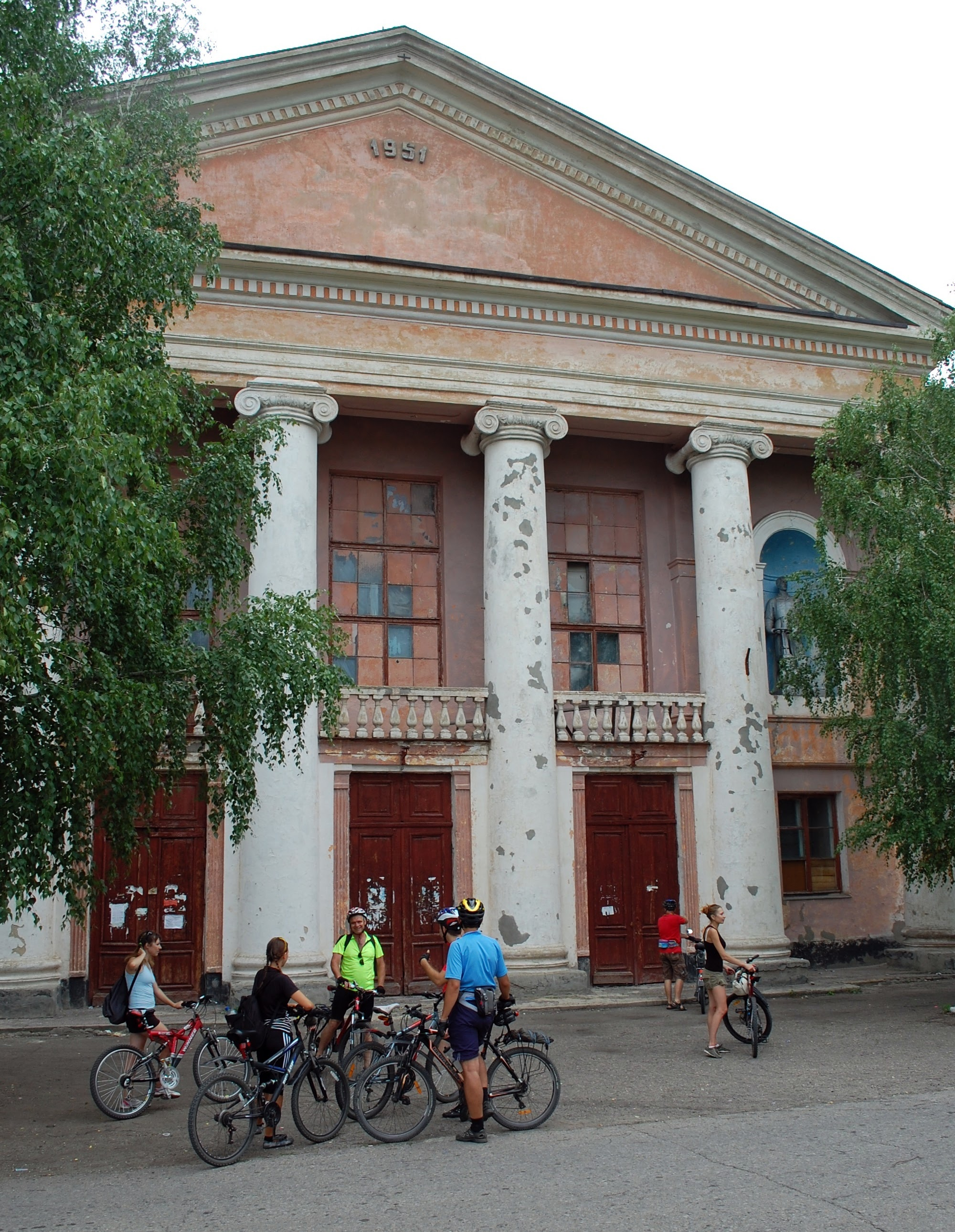
Клуб с.Світличне 2013
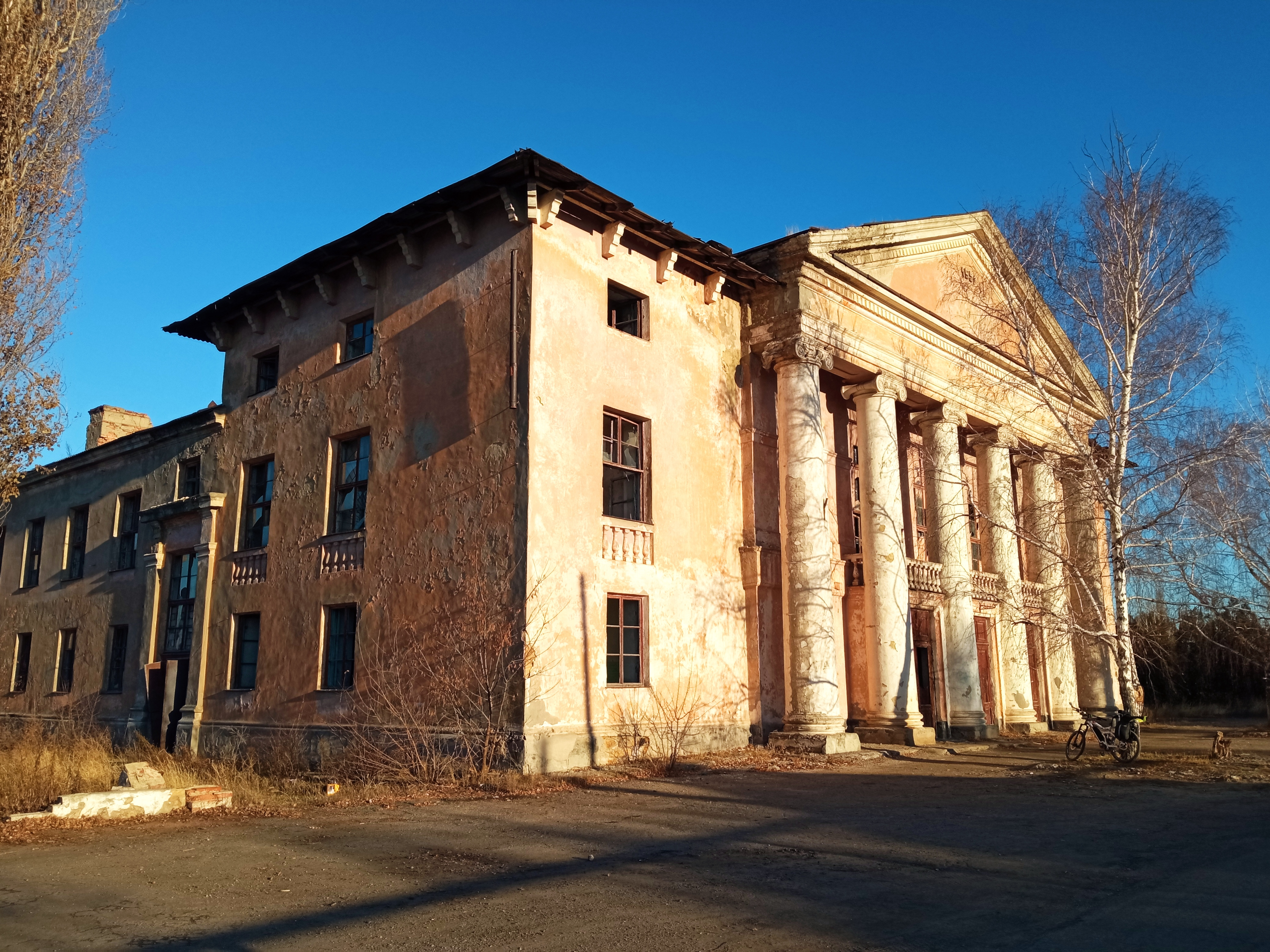
Клуб смт Нижнє (с. Світличне) 2021 р
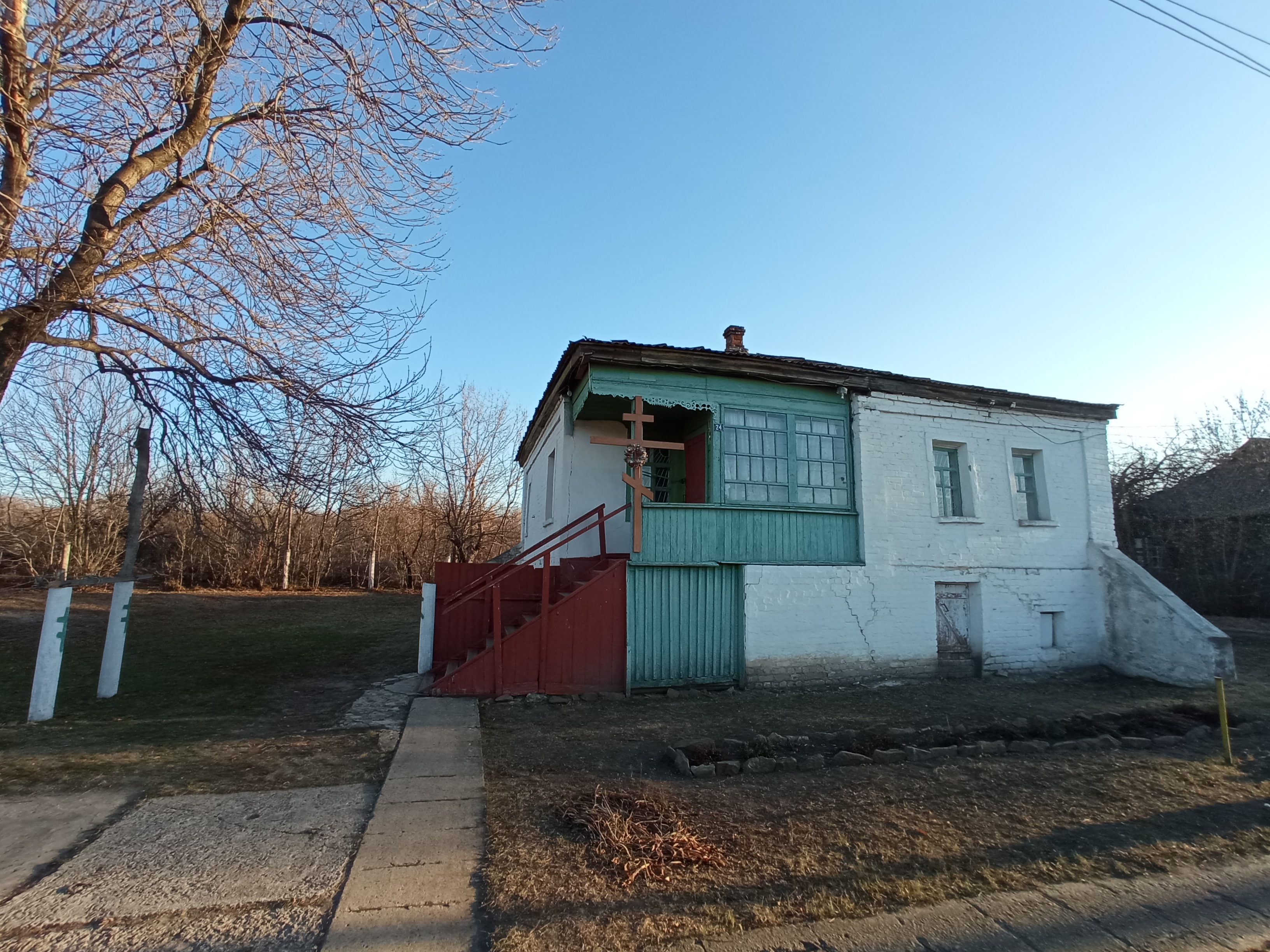
храм смт Нижнє
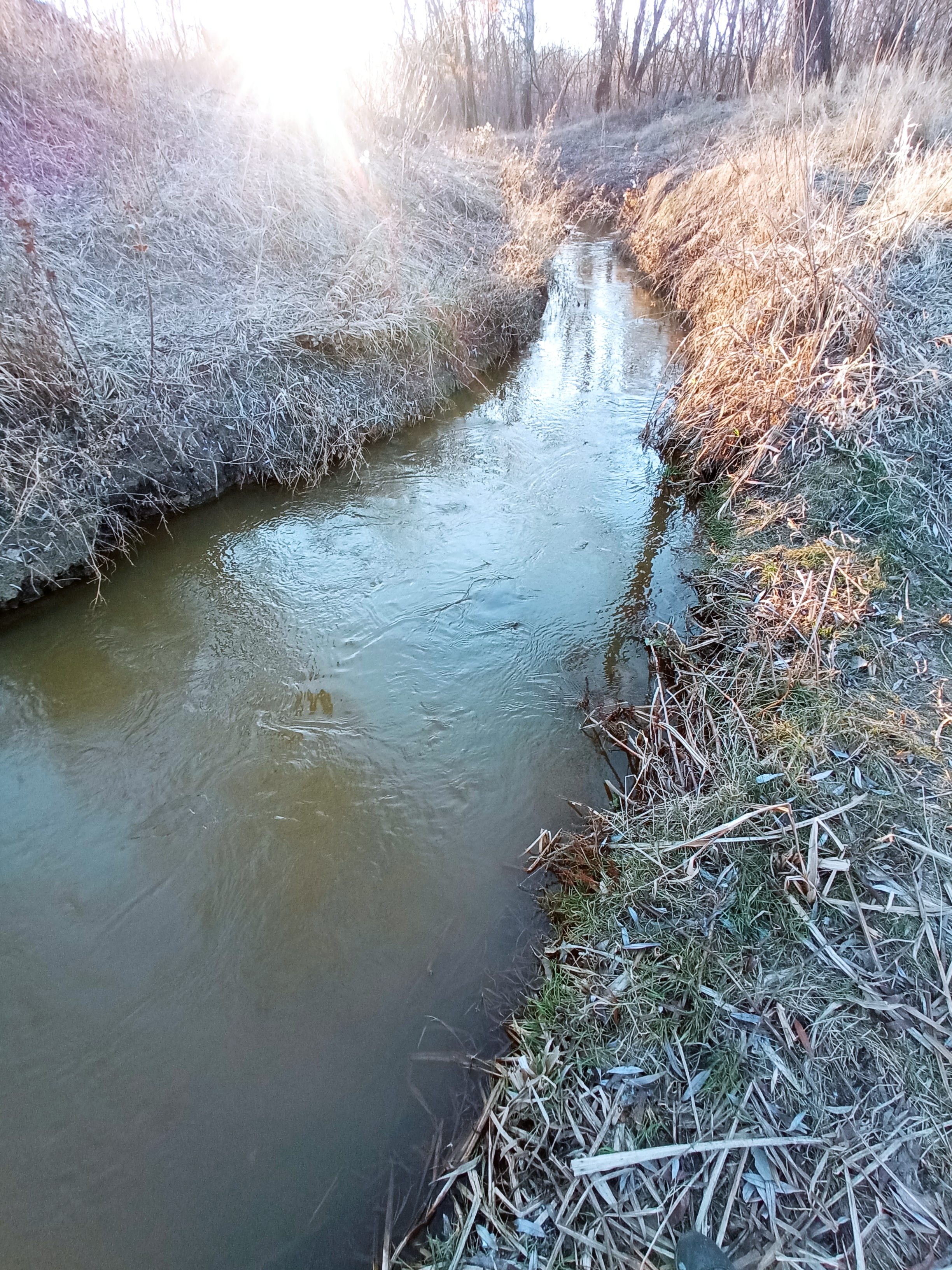
Гирло річки Нижня Біленька

## Персоналії
- Лук'янов Сергій Володимирович (1910—1965) — радянський актор театру та кіно
- Чернопятко Іван Давидович (1914–1947) — Герой Радянського Союзу
- Міоков Микола Дмитрович (1916–1987) — Герой Радянського Союзу
- Ногін Олександр Васильович (нар. 1970) — радянський та український футболіст та тренер;
- Катрушенко Іван Гордійович (1925—2012) — український графік;
- Просянкін Григорій Лазаревич (1920–1998) — кораблебудівник, керівник найбільших підприємств суднобудівної промисловості СРСР, Герой Соціалістичної Праці;
- Ворвулєв Микола Дмитрович (1917–1967)  — співак (баритон), Народний артист СРСР;
- Барка Василь Костянтинович (1908–2003) — український письменник і перекладач, наприкінці 20-х років XX століття вчителював у селищі.